# Metaline
Metaline est une ville située au nord-ouest du comté de Pend Oreille, dans l'État de Washington, aux États-Unis,. Elle est incorporée en 1948.

## Démographie
Lors du recensement de 2010, la ville comptait une population de 173 habitants. Elle est également estimée, en 2017, à 178 habitants.

### Source de la traduction
- (en) Cet article est partiellement ou en totalité issu de l’article de Wikipédia en anglais intitulé « Metaline, Washington » (voir la liste des auteurs).